# Rodger Davis
Rodger Miles Davis (Sydney, 18 mei 1951) is een professioneel golfer uit Australië. Hij won zeven titels op de Europese PGA Tour en negentien in eigen land. Hij speelde namens zijn land vier keer in de World Cup en zes keer in de Dunhill Cup. Hij speelt nu op de Europese Senior Tour en de Amerikaanse Champions Tour.

## Amateur
Roger Davis was accountant en amateur golfer. Als zodanig won hij in 1973 het Lake Macquarie Amateur. Pas daarna besloot hij professional te worden.

## Professional
Davis werd in 1974 professional en had toen handicap +2. 
Het jaar 1991 is zijn topjaar. Hij won onder meer de Volvo Masters, het Open in Nieuw-Zeeland en opnieuw de Order of Merit in Australië.
In Europa stond hij regelmatig in de top-10 tussen 1986 en 1992. In diezelfde periode stond hij bovendien 29 weken in de top-10 van de Official World Golf Rankings. 
In afwachting van zijn 50ste verjaardag heeft hij enkele jaren minder gespeeld. Als senior speler heeft hij op de Champions Tour in 2003 zijn eerste overwinning behaald, de Toshiba Senior Classic. 

### Gewonnen

#### Europese PGA Tour
- 1981: State Express Classic
- 1986: Briish PGA Championship na play-off tegen Des Smyth
- 1988: Wang Four Stars National Pro-Celebrity
- 1990: Peugeot Spanish Open, Wang Four Stars
- 1991: Volvo Masters
- 1993: Air France Cannes Open

#### Australaziatische PGA Tour
- 1977: McCallum's South Coast Open, Rosebud Invitational, Nedlands Masters
- 1978: South Australia Open, Nedlands Masters, West Australia Open, Mandursh Open
- 1979: Victorian Open
- 1985: Victoria PGA Championship
- 1986: Australian Open, New Zealand Open, Air New Zealand/Shell Open
- 1988: Bicentennial Classic
- 1989: Ford New South Wales Open
- 1990: Palm Meadows Cup
- 1991: SxL Sanctuary Cove Classic, AMP New Zealand Open
- 1992: SxL Sanctuary Cove Classic, Coolum Classic

#### Champions Tour
- 2003: Toshiba Senior Classic

### Teams
- Alfred Dunhill Cup: 1986 (winnaars), 1987, 1988, 1990, 1992, 1993
- World Cup: 1985, 1987, 1991, 1993
- Four Tours World Championship: 1986, 1987, 1988, 1990 (winnaars), 1991
- UBS Cup: 2004